# Crayon Shin-chan: Gachinko! Gyakushu no Robo To-chan
Crayon Shin-chan: Serious Battle! Robot Dad Strikes Back (クレヨンしんちゃん ガチンコ!逆襲のロボ とーちゃん Kureyon Shin-chan: Gachinko! Gyakushu no Robo To-chan) là phim anime Nhật Bản 2014 được sản xuất bởi Shogakukan. Đây là phim thứ 22 của manga và anime Shin – Cậu bé bút chì, được công chiếu ở Nhật Bản vào ngày 19 tháng 4 năm 2014.

## Nội dung
Khi ở nhà, ông Hiroshi bị chấn thương ở lưng do bị trượt đệm. Vì bệnh viện xương khớp không mở nên anh được đưa đến một thẩm mỹ viện Este và nhìn thấy một cô gái xinh đẹp bí ẩn đột ngột xuất hiện,  ông hiroshi đã được thử miễn phí một liệu pháp làm đẹp cũng như mát-xa. Khi Hiroshi trở về nhà sau một thời gian dài để "tân trang sắc đẹp", anh đã rất ngạc nhiên khi thấy mình trong hình dạng của một người máy. Shin vui mừng khôn xiết, trong khi Misae lo lắng khi thấy anh là một người máy khỏa thân. Phiên bản robot của Hiroshi hóa ra rất tiện lợi. Robot Hiroshi có thể được điều khiển bằng điều khiển từ xa và làm được khá nhiều việc kể cả nấu ăn và dọn dẹp. Trong khi đó, Hiroshi nhận ra rằng việc mình bị biến thành một người máy khá cũng khá vui. Tuy nhiên, sự thay đổi mới này là một âm mưu đen tối do “Chichi Yure Doumei (Hiệp hội những người cha)” ấp ủ nhằm tạo ra một hình tượng người cha mạnh mẽ cho tất cả những người cha ở Nhật Bản. Sớm, nhiều người cha trong toàn quốc mất kiểm soát, và gia đình Nohara (gia đình của Shin) và Kasukabe bắt đầu tan rã. Trước sự sụp đổ của Kasukabe gần như sụp đổ, Shinnosuke và Hiroshi tức là bố Robot đã đứng lên để cứu lấy ngày đó. Với đặc điểm là cuộc chiến căng thẳng nhất của những người đàn ông trung niên, bộ phim mang đến một câu chuyện cảm động khiến tất cả các ông bố và gia đình ở Nhật Bản phải bật khóc.

## Phân vai
- Akiko Yajima trong vai Nohara Shinnosuke
- Keiji Fujiwara trong vai Nohara Hiroshi / Robot Hiroshi
- Miki Narahashi trong vai Misae Nohara
- Satomi Korogi trong vai Nohara Himawari

## Nhân vật

### Nohara Hiroshi (người máy)
Đó là sự xuất hiện của Nohara Hiroshi sau khi bị một tổ chức bí ẩn có thẩm mỹ viện đáng ngờ biến thành người máy. Cơ thể là khuôn mặt được làm bằng ngà voi, và bộ râu đặc trưng của anh ấy cũng đã được tái tạo một cách trung thực. Trong ngực anh ta gắn hai công tắc gợi hình núm vú. Nhiên liệu được đánh dấu bằng cổ nạp vào phần dầu trong mông, nó có thể được bơm vào từ đó. 

#### Bố robot chiến đấu
Anh ta là bố Robot được vận hành bởi liên minh của Cha, sau khi đeo các bộ phận do họ chế tạo như râu, bản tính đột ngột thay đổi, tính tình nghiêm khắc. 
Chichi Yure Doumei (Hiệp hội các ông bố) 
Đó là tổ chức dự tính phục hồi vị trí của người cha trong gia đình Nhật Bản vốn đã trở nên yếu ớt. Cái tên là viết tắt của "Cha ơi, hãy can đảm đứng lên (Yuuki)".

#### Tekkenji Doukatsu
Anh là người đã thành lập "Chichi Yure Doumei" trong hoàn cảnh đau buồn khi nhân phẩm của người cha hiện đại bị đánh mất.

#### Omega Ranran
Cô ấy là cô gái duy nhất trong Hội của những người cha. Đặc trưng bởi bộ ngực lớn, cô ấy là người phụ nữ bí ẩn đã đưa Hiroshi đến tiệm este. Cô được đặt tên theo Chữ cái Hy Lạp Ω (Omega).

#### Tiến sĩ Ganma (Ganma Hakase)
Anh ta là một nhà khoa học thiên tài thuộc một tổ chức bí ẩn đã biến Hiroshi thành một người máy. Anh ta có thẩm quyền thế giới về Robotics . Anh ta là nhân vật nhại lại Dr.Tenma của Astro Boy . Ông được đặt tên theo chữ cái Hy Lạp γ (Gamma).

### Xuống đồn cảnh sát Kasukabe

#### Kuroiwa Jintarou
Anh ta là trưởng đồn cảnh sát Kasukabe. Anh ấy hơi tự mãn, anh ấy đi đôi giày có một phần đế giả. Hơn nữa, anh ấy yêu bản thân và luôn kiểm tra mình trước gương trước khi đi làm (bất cứ lúc nào).

#### Dandanbara Teruyo
Cô là một nữ cảnh sát được phân công trực thuộc Sở cảnh sát Kasukabe, nhưng là một người thích gây rối. Cô có ước mơ trở thành thám tử.

### Susukita Osamu
Anh ta là một người đàn ông trung niên mà Hiroshi đã gặp khi anh ta ghé qua công viên. Anh ấy đeo kính và là một người thích hút thuốc.

#### Yamada John Seinen
Anh ấy là anh hùng của bộ phim Robot Kantam, và là đồng đội của Kantam Jr. Anh ấy 29 tuổi.

#### Kantam Jr.
Anh là con trai của Kantam Robot và Sheila đã xuất hiện trong bộ phim Kantam Robot. Anh ta 17 tuổi.

#### Akogidesu
Anh ta là nhân vật phản diện chủ mưu của bộ phim Robot Kantam.

## Doanh thu
Bộ phim đã thu về tổng cộng 17.090.000 đô la Mỹ (1.820.000.000 JPY) tại Nhật Bản.  Đây là bộ phim Shin – Cậu bé bút chì có doanh thu lớn thứ tư tại Nhật Bản tính đến năm 2015 và là bộ phim có doanh thu lớn thứ hai kể từ hai bộ phim đầu tiên vào năm 1992 và 1993. 

## Phát hành DVD
DVD và Blu-ray được phát hành vào ngày 7 tháng 11 năm 2014, bởi Bandai Visual.